# Myrcha
Myrcha (prononciation : [ˈmɨrxa]) est un village polonais de la gmina de Wiśniew dans le powiat de Siedlce de la voïvodie de Mazovie dans le centre-est de la Pologne.
Il se situe à environ 4 kilomètres au nord-est de Wiśniew (siège de la gmina), 8 kilomètres au sud-est de Siedlce (siège du powiat) et à 92 kilomètres à l'est de Varsovie (capitale de la Pologne).
6 kilomètres (4 mi) north-west of Wiśniew, 7 km (4 mi) south of Siedlce, and 86 km (53 mi) east of Warsaw.
Le village comptait approximativement une population de 95 habitants en 2012.

## Histoire
De 1975 à 1998, le village appartenait administrativement à la voïvodie de Siedlce.
Depuis 1999, il appartient administrativement à la voïvodie de Mazovie.